# Rappa Ternt Sanga
Rappa Ternt Sanga è l'album di debutto di T-Pain uscito nel 2005, primo album solista del cantante R&B, il disco è stato pubblicato sotto contratto dalla Konvict Muzik e distribuito dalla Jive Records.

## Il disco
Il disco in origine si doveva chiamare T che non sta per l'iniziale del nome di T-Pain ma l'iniziale della sua città natale Tallahassee (località del sud del Florida). T-Pain ha voluto chiamarlo così inizialmente perché era la sua città d'origine dove lì che è iniziata la sua vita e l'album infatti doveva parlare attraverso la musica, proprio delle sue origini, del suo vecchio gruppo, di come ha fatto a diventare un rapper e a sua volta a cambiare genere musicale. Ma poi dopo qualche mese decise di cambiare il titolo da T a Turned Rapper Singer che poi dopo poco slango in Rappa Ternt Sanga, questo titolo era in precedenza già usato in lavori precedenti di T-Pain, infatti Rappa Ternt Sanga era il nome del suo primo mixtape realizzato insieme al suo gruppo, i Nappy Headz. Decise infine di chiamarlo così perché se l'avrebbe chiamato T il disco, non avrebbe capito nessuno a cosa si riferisse quella lettera e inoltre secondo lui non avrebbe avuto neanche molto successo.
Nel 2004 T-Pain non era ancora abbastanza notato nell'ambito musicale, pochi in Florida a quei tempi lo conobbero come artista, ma dall'altra parte aveva ancora molta strada da fare. A quei tempi T-Pain era ancora conosciuto come rapper e lui stesso iniziava a modificare i suoi stili tipici da rapper come lo era con i Nappy, oltretutto verso la metà di quell'anno stava già iniziando a lavorare per il suo primo album solista che era appunto Rappa Ternt Sanga. Nel 2005 dopo 11 mesi di lavoro il suo disco fu pubblicato e il 6 dicembre vide la luce nel mercato musicale statunitense. T-Pain ha espresso molto questo suo lavoro sia in ambito musicale che morale, il tipico stile rap che aveva era quasi totalmente sparito lasciando spazio a suoni voce e stili nuovi che aveva sperimentato in quel periodo, inoltre come appunto il titolo dell'album vuole dimostrare, T-Pain ha sperimentato questo cambiamento musicale proprio perché voleva diventare una persona diversa da prima, un artista che passa da rapper a cantante è questo che ha voluto definire e cambiare nella sua musica T-Pain ed è quello che vuole significare il titolo del suo disco, appunto Rappa Ternt Sanga.
Molte altre differenze ci sono state tra il suo nuovo disco e il suo precedente stile tra cui la voce di Taddy Pain che divenne più fluida e più melodiosa, questo anche perché aveva iniziato ad usare l'Auto-Tune che decise di usarlo per rendere per apparire diverso da prima ma anche con più miglioramenti nella parte vocale. Il sound di questo disco riscontra molte differenze rispetto a quando cantava prima, infatti le melodie sono diventate più elettroniche con basi da club proprio per unire il suo stile nuovo R&B e Pop con le strumentali Dubstep, in alcuni brani inoltre, si fa molto uso anche della Drum machine questo è dovuto anche a l'abilità dei produttori e DJ che hanno contribuito a rendere orecchiabili i suoni. Il rap già da sé ha stili molto dirty e dubstep soprattutto nel sud degli Stati Uniti, ma grazie a T-Pain e all'Auto-Tune si è riuscito a portare il dirty pop e la musica elettronica pure nel genere Pop.
L'album contiene 18 canzoni che inizialmente T-Pain voleva promuovere per farli diventare tutti singoli, ma dato lo scarso successo degli altri brani ne poté promuovere solo alcuni tra cui il singolo più famoso I'm Sprung che ha dato una spinta al successo e alla fama del cantante R&B e I'm N Luv (Wit A Stripper), altro singolo estratto dall'album. Altre canzoni di rilievo nel disco sono Como Estas brano realizzato con la parte vocale in spagnolo e Let's Get It On.

## Collaborazioni del disco
Tra le collaborazioni del disco ricordiamo molti nomi famosi a cui hanno partecipato insieme a T-Pain tra cui Akon che è anche il produttore di alcuni suoi brani oltre che artista secondario e Styles P, che Teddy Pain considera questi due cantanti come collaborazioni da sogno, e quindi hanno avuto un ruolo fondamentale per il successo di quest'ultimo. T-Pain in un'intervista della rivista Billboard infatti ha detto che aveva sempre sognato collaborare con artisti famosi e di talento, specialmente con quei due, Akon e Styles. Nel disco oltre a loro hanno partecipato anche altri rapper non molto notati ma comunque di abbastanza rilievo tra cui Mike Jones, Taino, Tay Dizm e Bone Crusher, ma anche altri rapper e alcuni già famosi che però hanno partecipato ai diversi remix del disco di im sprung e im n luv tra cui YoungBloodZ, 8 Ball & MJG, il rapper hardcore rap Too $hort e molti altri.
La maggior parte delle collaborazioni di questo album appaiono soprattutto nei remix, sia quelli ufficiali che non ufficiali il singolo stesso Im Sprung è stato remixato molte volte sempre con artisti diversi.

## Remix
I singoli Im Sprung e I'm N Luv, sono stati remixati diverse volte, quest'ultimo anche con la partecipazione di rapper tedeschi, il primo singolo ha il remix ufficiale in cui appare Dizzle e Mike Jones insieme a T-Pain, gli altri remix non ufficiali dello stesso brano sono quelli con Rasheeda che canta la parte vocale del brano al posto di T-Pain che in questo remix inizia a rappare, nei vari remix del brano ci sono anche Pitbull, gli YoungBloodZ, Trick Daddy e Baby Bash che partecipano. Nel remix di Im N Luv invece c'è solo un unico remix ufficiale che è contenuto anche nel disco che vede la partecipazione di Akon, Twista, Pimp C degli UGK, R.Kelly, MJG, Paul Wall e Too $hort.
Nel 2006 inoltre è stato rilasciato anche un remix del brano di T-Pain Studio Luv cantato insieme a Lil Wayne.

## Critica
L'album rilasciato attraverso le etichette Zomba e Konvict e distribuito a sua volta dalla Jive Records ha debuttato alla posizione n.40 della Billboard 200 e scendendo di 5 posti quindi al 35º posto dopo 2 settimane. Il disco ha avuto un discreto successo vendendo 47 000 copie nella prima settimana del 2005 ed ha continuato a vendere 800.000 negli Stati Uniti fino ad oggi (cifra non all'altezza delle aspettative dopo il forte lancio pubblicitario) ma che comunque gli ha permesso di vincere il disco d'oro per il successo in patria.
Si tratta essenzialmente di un disco autobiografico narrante la storia e le vicende dell artista, compresi gli aneddoti sui suoi desideri più sfrenati di sessualità e droga.
Inoltre, dal titolo, si può ben capire il cambiamento musicale dell'artista. Infatti, Rappa Ternt Sanga è, in slang statunitense, la frase "rapper turned singer", letteralmente "rapper diventato cantante", come ben si capisce dalla sua storia.

## Tracce
1. Rappa Ternt Sanga (Intro)
2. I'm Sprung
3. I'm In Luv (Wit A Stripper) (feat. Mike Jones)
4. Studio Luv
5. You Got Me (feat. Akon)
6. Let's Get It On
7. Como Estas (feat. Taino)
8. Have It (Interlude)
9. Fly Away
10. Going Thur A Lot (feat. Bone Crusher)
11. Say It
12. Dance Floor (feat. Tay Dizm)
13. Ur Not The Same (feat. Akon)
14. My Place
15. Blow Ya Mind
16. Ridge Road
17. I'm Hi (feat. Styles P)
18. I'm Sprung Pt. 2 (feat. Trick Daddy & YoungBloodZ)